# Улица Патриса Лумумбы (Екатеринбург)
Улица Па́триса Луму́мбы — магистральная улица в жилом районе «Вторчермет» Чкаловского административного района Екатеринбурга.

## История и происхождение названий
Возникновение улицы было обязано строительству здесь в годы Великой Отечественной войны завода «Вторчермет» и рабочего посёлка при нём. Планом Свердловска 1947 года улица фиксируется на участке между Санаторной улицей и Сухумским переулком без указания названия. На карте Свердловска 1958 года под названием Беломорская улица она показана от Санаторной улицы до улицы Газорезчиков с застройкой в кварталах: от Санаторной улицы до Сухумского переулка (по обеим сторонам) и от улицы Мусоргского до улицы Газорезчиков (по нечётной стороне). Согласно данным БТИ первые восьмиквартирные жилые дома на улице (№ 6, 85, 87, 89, 89а, 91, 93 и 95) были сданы в январе 1959 года. Первоначальное название улицы было Беломорская. Своё современное название улица получила 26 июня 1961 года по решению свердловского горисполкома в честь Патриса Лумумбы (1926—1961), премьер-министра государства Конго (Заир), лидера партии «Национальное движение».
Основная часть улицы застроена в первой половине 1960-х годов 5-этажными жилыми домами типовых серий, в период 1970-х и 1980-х годов жилое строительство по улице велось менее активно (сданы только 9-этажный 350-квартирный дом № 38 и 14-этажный 220-квартирный дом № 36 соответственно).

## Расположение и благоустройство
Улица проходит с севера на юг параллельно улице Агрономической. Начинается от пересечения с Рижским переулком и заканчивается Т-образным перекрёстком с Селькоровской улицей. Пересекается с улицами Военной, Ферганской, Санаторной, Мусоргского и Обходным переулком. Слева (по нечётной стороне) на улицу выходят Братская улица, переулки Сухумский и Газорезчиков, справа улицы Палисадная, Ляпустина, Малахитовый переулок, улицы Эскадронная и Промысловая улица, Мугайский и Косьвинский переулки.
Протяжённость улицы составляет около 3,1 км. Ширина проезжей части — около 14 м (по две полосы в каждую сторону движения) на начальном отрезке улицы длиной около 700 м, между Рижским переулком и Братской улицей, и около 8 м на остальном протяжении (по одной полосе в каждую сторону движения). На протяжении улицы имеется четыре светофора (на перекрёстках с переулком Рижским, улицами Военной, Ферганской и Санаторной) и два нерегулируемых пешеходных перехода (напротив дом № 23 и перекрёстка с улицей Газетной), движение на остальных перекрёстках не регулируется. С обеих сторон улица оборудована тротуарами и уличным освещением. Нумерация домов начинается от Рижского переулка.

## Примечательные здания и сооружения
- парк Камвольного комбината.
- 25б — детский сад № 464.
- № 35а — детский сад № 360.
- № 79 — средняя общеобразовательная школа № 21.

## Транспорт
Автомобильное движение на всей протяжённости улицы двустороннее.

### Наземный общественный транспорт
Улица является важной районной транспортной магистралью, связывающий северную часть жилого района с южной, а также с перспективным районом жилой застройки «Солнечный». На участке между улицами Ферганской и Санаторной ходит автобус № 77. Остановки общественного транспорта: «Магазин Клен»

### Ближайшие станции метро
Действующих станций Екатеринбургского метрополитена поблизости нет. Проведение линий метро в район улицы не запланировано. Ближайшая к началу улицы станция 1-й линии метро —  Ботаническая (2,5 км по прямой), до которой отсюда можно добраться на трамвае № 34 от остановок «Санаторная» (ул. Новосибирская), «Ферганская» (ул. Ферганская)